# Zentrales Wetteramt Taiwans
Das Zentrale Wetteramt Taiwans (CWA; chinesisch 中央氣象署, englisch Central Weather Administration), ehemals Zentrale Wetterbehörde (CWB; 中央氣象局, englisch Central Weather Bureau), ist der staatliche Wetterdienst der Republik China (Taiwan). Es ist für die Sammlung meteorologischer, seismologischer und astronomischer Daten, das Erstellen von Wetterberichten und -vorhersagen und die Veröffentlichung von Warnungen bei Taifunen, Erdbeben und Tsunamis verantwortlich. Die CWA untersteht dem Verkehrsministerium (中華民國交通部). Sein Hauptsitz ist in Taipeh, daneben unterhält es ein Wetterzentrum für den Süden Taiwans und 25 bemannte Beobachtungsstationen.
Gegründet wurde das CWB 1941 unter direkter Kontrolle des Exekutiv-Yuans in Chongqing, dem damaligen Regierungssitz der Republik China. 1949 wurde es mit der Regierung der Republik nach Taiwan verlegt. Seit 1947 war es dem Transportministerium unterstellt. 1957 wurden viele seiner Funktionen auf die lokale Wetterbehörde für die Provinz Taiwan übertragen. 1971 erfolgte eine erneute Umstrukturierung und das CWB wurde erneut dem Ministerium für Transport und Kommunikation unterstellt. Am 15. September 2023 wurde das CWB als CWA reorganisiert.
Bei Meldungen über Erdbeben verwendet die CWA eine Variante der bis 1996 in Japan verwendeten siebenstufigen Intensitätsskala der JMA.

## Liste der Wetterstationen in Taiwan
Im Jahr 2024 unterhielt das Taiwanische Wetteramt 27 Wetterstationen.
| Wetterstation                 | Chin. Name       | Koordinaten                   | Höhe ü. M. |
| ----------------------------- | ---------------- | ----------------------------- | ---------- |
| Hauptsitz in Taipeh           | 署本部           | 25° 2′ 15″ N, 121° 30′ 52″ O  | k. A.      |
| Süd-Taiwan-Zentrale in Tainan | 臺灣南區氣象中心 | 22° 59′ 37″ N, 120° 12′ 12″ O | k. A.      |
| Neu-Taipeh                    | 新北氣象站       | 24° 57′ 34″ N, 121° 31′ 28″ O | 24,1 m     |
| Yilan                         | 宜蘭氣象站       | 24° 45′ 50″ N, 121° 45′ 24″ O | 7,4 m      |
| Su’ao                         | 蘇澳氣象站       | 24° 35′ 49″ N, 121° 51′ 26″ O | 28,0 m     |
| Hualien                       | 花蓮氣象站       | 23° 58′ 30″ N, 121° 36′ 48″ O | 16,1 m     |
| Kinmen                        | 金門氣象站       | 24° 24′ 26″ N, 118° 17′ 21″ O | 48,0 m     |
| Yushan                        | 玉山氣象站       | 23° 29′ 15″ N, 120° 57′ 34″ O | 3844,8 m   |
| Sonne-Mond-See                | 日月潭氣象站     | 23° 52′ 53″ N, 120° 54′ 29″ O | 1014,8 m   |
| Hengchun                      | 恆春氣象站       | 22° 0′ 14″ N, 120° 44′ 47″ O  | 22,3 m     |
| Kaohsiung                     | 高雄氣象站       | 22° 43′ 50″ N, 120° 18′ 45″ O | 11,8 m     |
| Pengjia Yu                    | 彭佳嶼氣象站     | 25° 37′ 41″ N, 122° 4′ 47″ O  | 99,0 m     |
| Keelung                       | 基隆氣象站       | 25° 8′ 0″ N, 121° 44′ 26″ O   | 26,7 m     |
| Matsu                         | 馬祖氣象站       | 26° 10′ 9″ N, 119° 55′ 24″ O  | 97,8 m     |
| Hsinchu                       | 新竹氣象站       | 24° 49′ 40″ N, 121° 0′ 51″ O  | 26,9 m     |
| Chiayi                        | 嘉義氣象站       | 23° 29′ 45″ N, 120° 25′ 58″ O | 26,9 m     |
| Alishan                       | 阿里山氣象站     | 23° 30′ 30″ N, 120° 48′ 48″ O | 2413,4 m   |
| Taichung                      | 臺中氣象站       | 24° 8′ 45″ N, 120° 41′ 3″ O   | 84,0 m     |
| Tianzhong                     | 田中氣象站       | 23° 52′ 26″ N, 120° 34′ 53″ O | 42,2 m     |
| Anbu                          | 鞍部氣象站       | 25° 10′ 57″ N, 121° 31′ 47″ O | 832,6 m    |
| Zhuzihu                       | 竹子湖氣象站     | 25° 9′ 43″ N, 121° 32′ 40″ O  | 607,1 m    |
| Taitung                       | 臺東氣象站       | 22° 45′ 8″ N, 121° 9′ 17″ O   | 9,0 m      |
| Dawu                          | 大武氣象站       | 22° 21′ 20″ N, 120° 54′ 14″ O | 8,1 m      |
| Lanyu                         | 蘭嶼氣象站       | 22° 2′ 13″ N, 121° 33′ 30″ O  | 324,0 m    |
| Penghu                        | 澎湖氣象站       | 23° 33′ 56″ N, 119° 33′ 47″ O | 10,7 m     |
| Dongji-Insel                  | 東吉島氣象站     | 23° 15′ 25″ N, 119° 40′ 3″ O  | 44,5 m     |
| Xinwu                         | 新屋氣象站       | 25° 0′ 24″ N, 121° 2′ 51″ O   | 20,6       |